# Sadegh Tchoubak
 (mai 2015).
Pour les articles homonymes, voir Char (homonymie).
Œuvres principales
- Le Singe dont le maître était mort (1949)
- Tangsir (1963), roman
- La Pierre patient (1966)

Sadegh Tchoubak (né le 5 août 1916 à Bouchehr – mort le 3 juillet 1998 à Berkeley, aux États-Unis), en persan صادق چوبک, est un écrivain et traducteur iranien. Il est l’auteur de romans, nouvelles et pièces de théâtre. Il a également traduit Balzac et Shakespeare en persan. Ses nouvelles et récits courts, que la critique compare à des miniatures persanes, ont particulièrement marqué la littérature persane du XXe siècle en Iran.

## Biographie
Tchoubak passe ses premières années à Bouchehr, où son père est un marchand aisé du bazar, puis il étudie à Chiraz et à Téhéran. Il est employé au ministère de l'Éducation comme enseignant et nommé à Khorramshahr, puis il travaille dans une compagnie pétrolière.
Il devient une des figures marquantes de la vie littéraire iranienne des années 1950 et 1960, grâce à la publications de deux romans et de quatre recueils de nouvelles. Ami intime de Sadegh Hedayat, il cesse d’écrire après son exil à Londres, puis aux États-Unis, en 1975.

## Œuvre traduite en français
- Nuit d'insomnie (nouvelles), traduit par Sylvie Le Pelletier-Beaufond, Yvonne Rezvani, Joëlle Segerer, Paris, Éditions Sillage, 2019  (ISBN 979-10-91896-95-5)
- Et la mer s’était déchaînée (nouvelles), traduit par Sylvie Le Pelletier-Beaufond, Yvonne Rezvani, Joëlle Segerer, Paris, Éditions Sillage, 2022  (ISBN 978-2-38141-030-2)